# Kam Tin

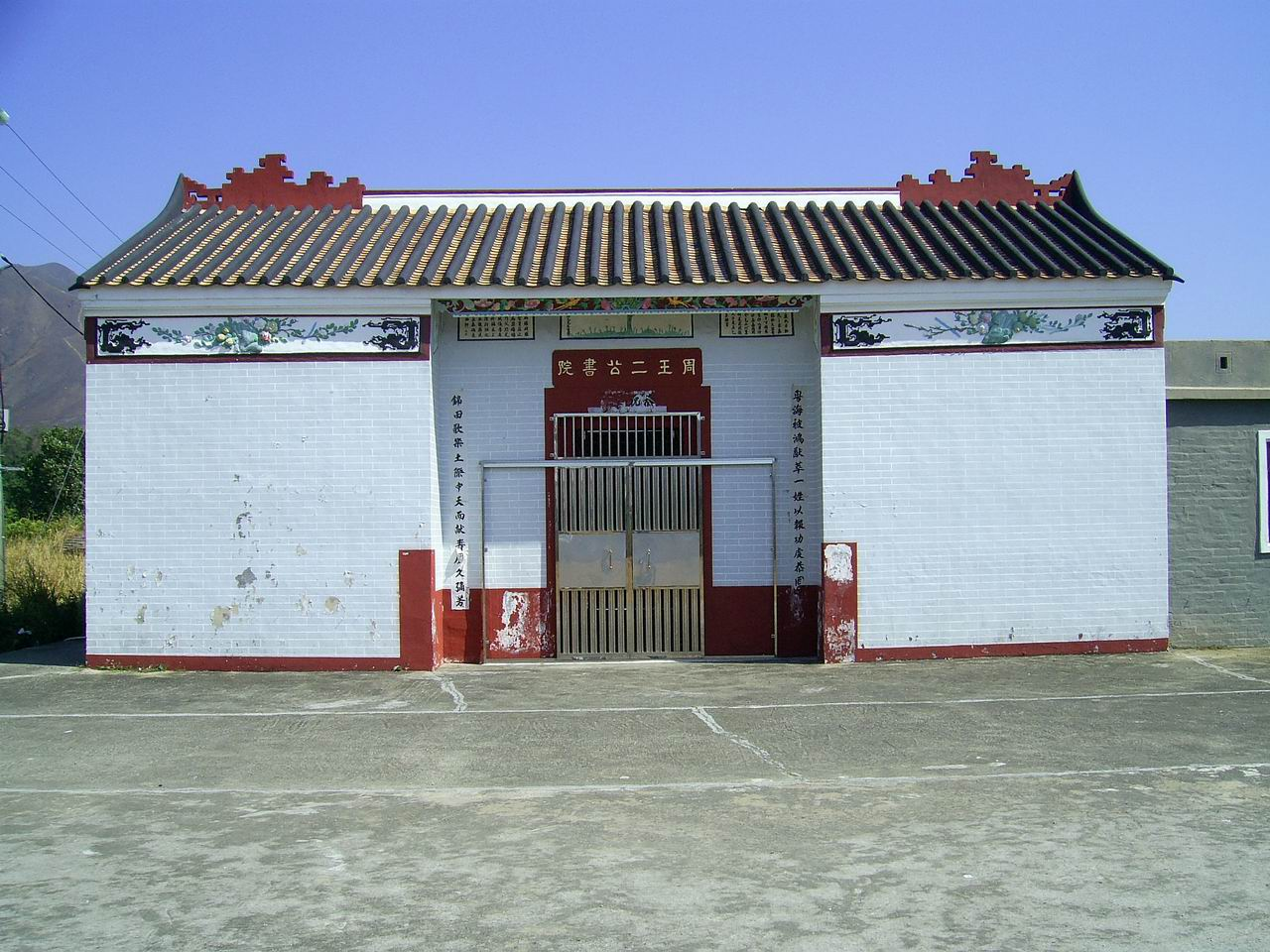
Sala de estudio Chou Wong Yi Kung en Shui Tau Tsuen, Kam Tin.

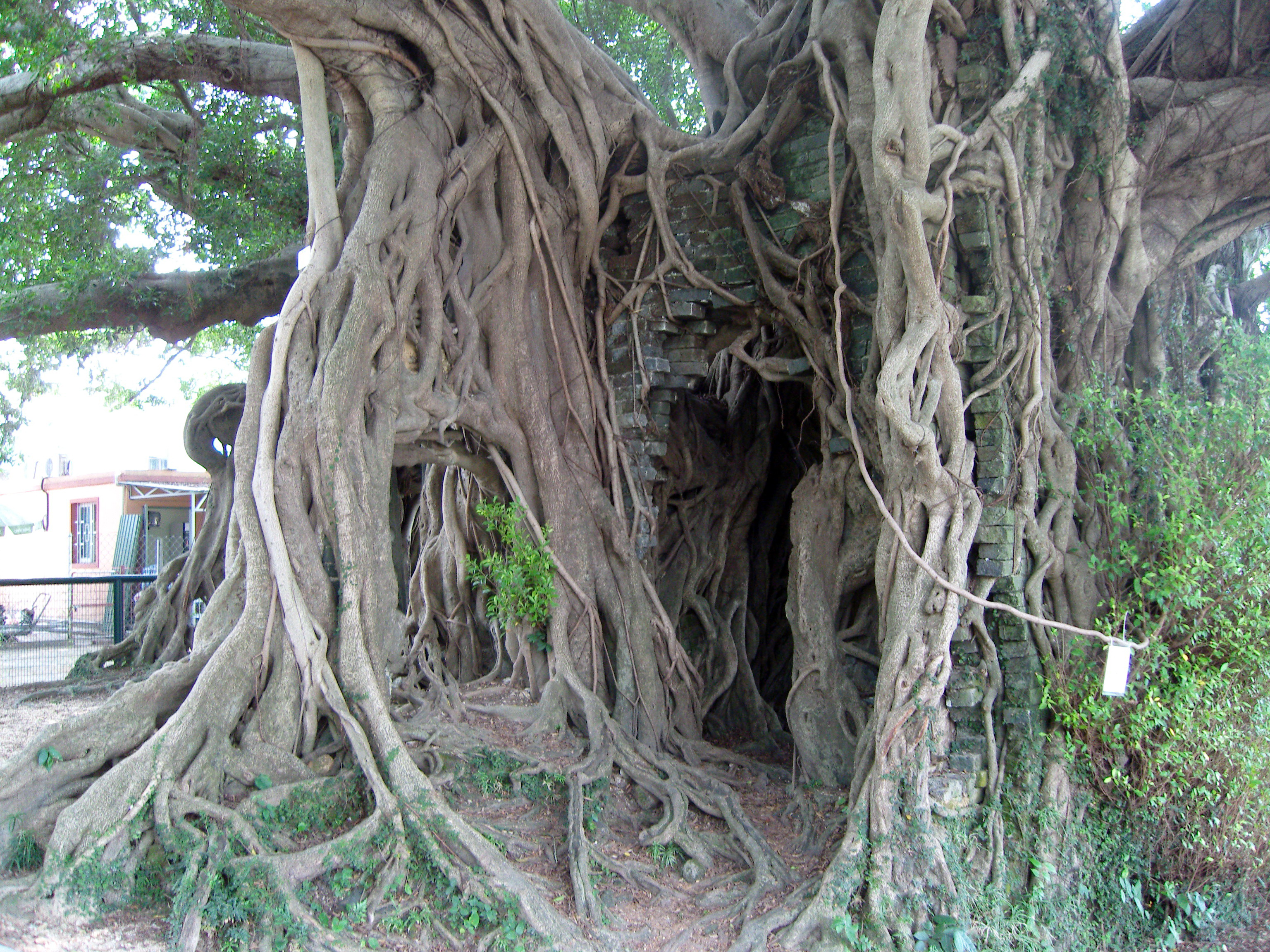
Casa del Árbol Kam Tin en Pak Wai Tsuen/Shui Mei Tsuen, Kam Tin

Kam Tin (en chino: 錦田), o Kam Tin Heung (錦田鄉), es una área en los Nuevos Territorios, Hong Kong. Se encuentra en un plano fluvial, al norte del monte Tai Mo Shan y al este de la ciudad de Yuen Long. Fue anteriormente conocida como Sham Tin (岑田). Administrativamente, es parte de Distrito de Yuen Long.
Muchos de los residentes del territorio, pertenecen al Clan Tang, quiénes son de la cultura Punti, no Hakka como se ha dado en falsas atribuciones.[cita requerida]

## Historia

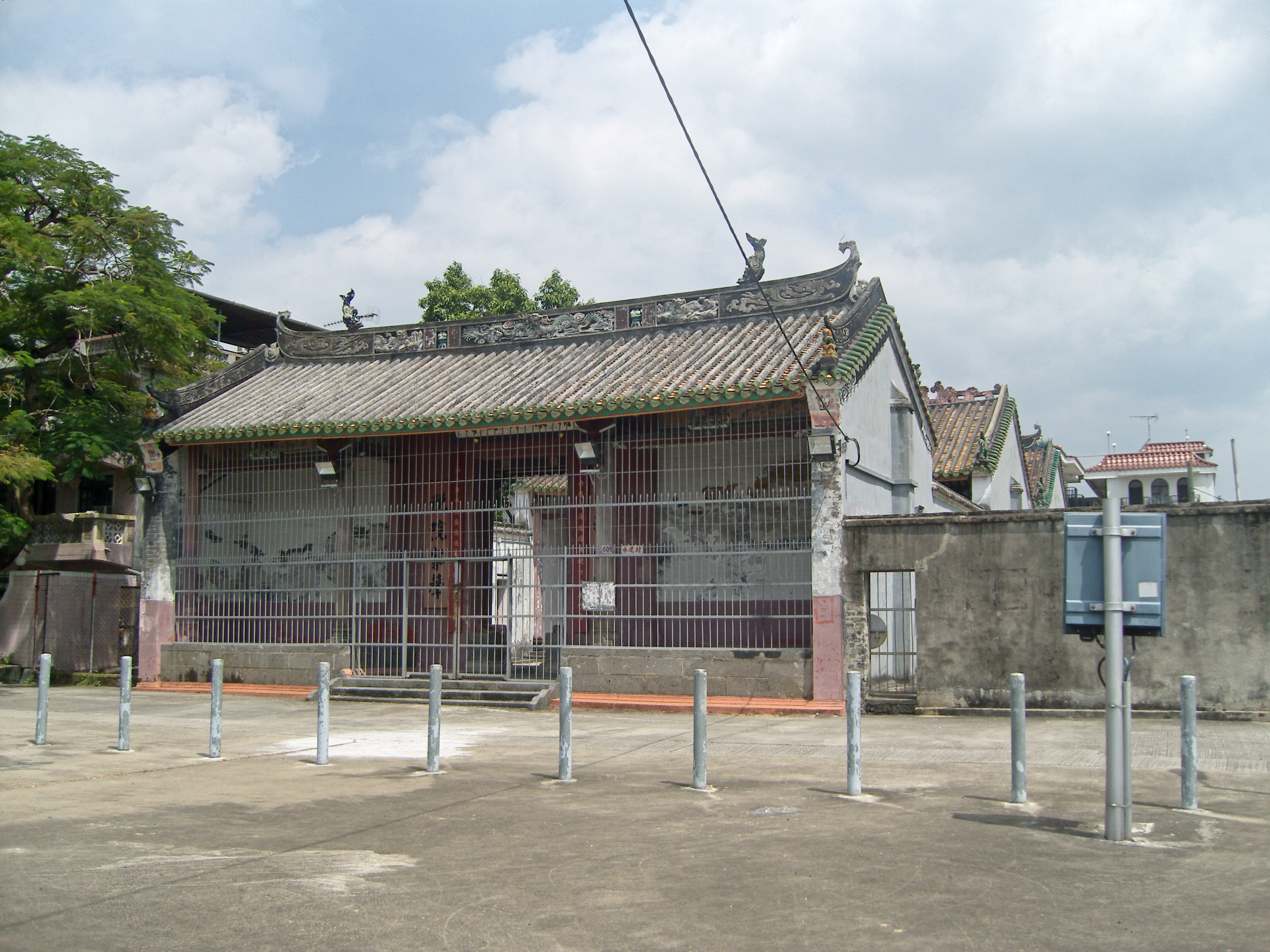
Sala ancestral Tang Ching Lok en Pak Wai Tsuen, Kam Tin

Kam Tin es el origen del Clan Tang (鄧) en Hong Kong, siendo el grupo indígena más grande de la ciudad. El antepasado de la etnia Tang, Tang Hon Fat (鄧漢黻) trasladó a su familia de Jiangxi a Sham Tin en el año 973.
Durante el reinado del Emperador Wanli (1572–1620) de la Dinastía Ming, Sham Tin fue rebautizada a Kam Tin.

## Características
Kat Hing Wai, es el asentamiento amurallado más famoso localizado en Kam Tin. Es un pueblo compacto consistiendo principalmente en una fila estrecha de casas y templos separados por pequeños y estrechos callejones. La muralla fue levantada para defenderse de piratas y bandidos quién era común en el área en el último milenio. Fue el sitio de una rebelión contra el mandato británico en 1899.
En el área también se encuentra la sala de estudio Yi Tai. Fue construido por losTangs para los estudiantes locales para estudiar para las cualificaciones de los funcionarios chinos. También alberga un templo al dios del estudio, Man Cheung.

## Transporte

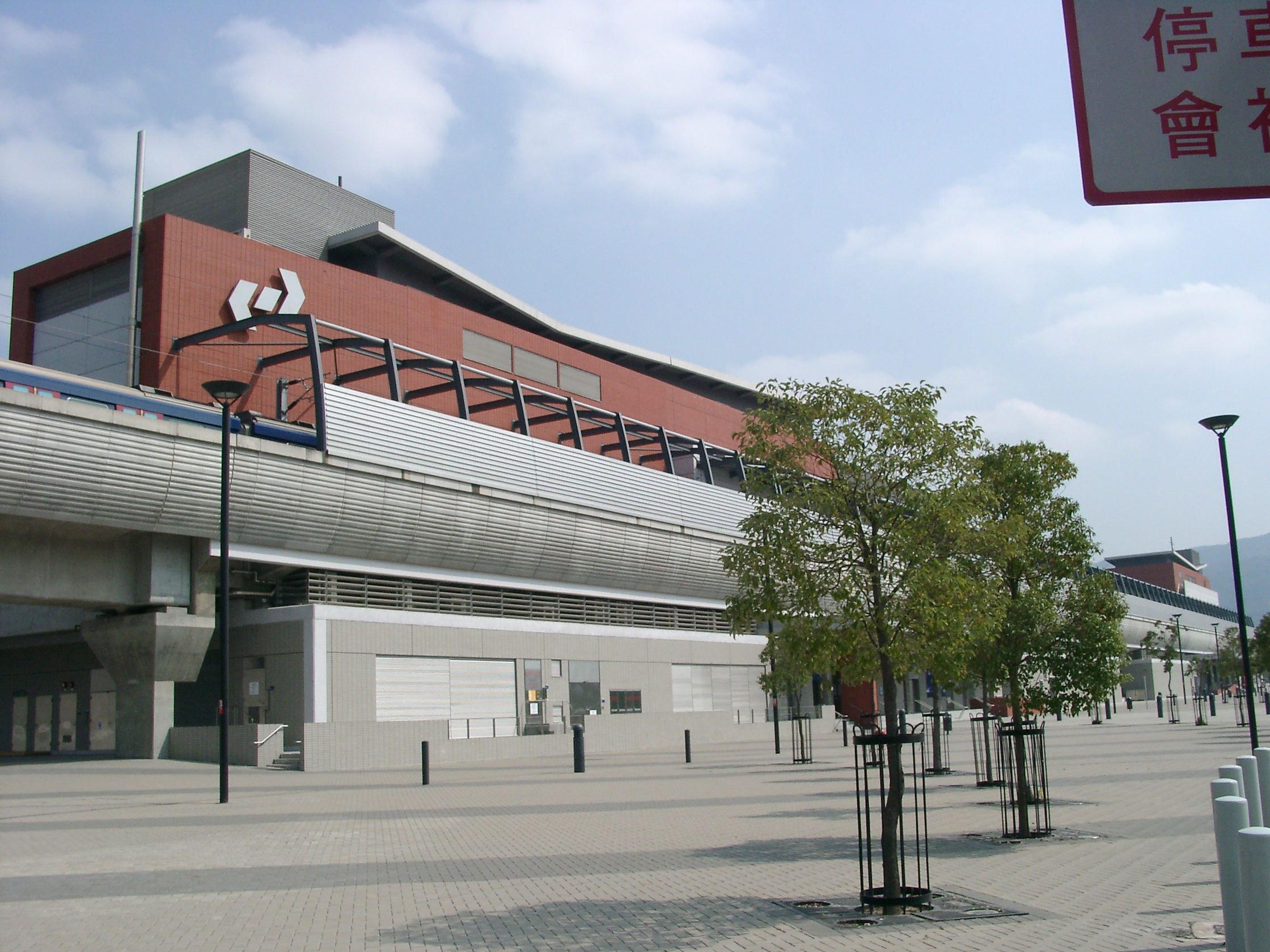
Estación Kam Sheung en Kam Tin.

Kam Tin está servida por el Estación Kam Sheung del MTR.